# Xirivia
La xirivia o xerevia (Pastinaca sativa), és una espècie de la família de les apiaceae. No s'ha de confondre amb la bufanaga, pastanaga salvatge o pastanaga borda que és la varietat silvestre i blanquinosa de la pastanaga.
És una planta conreada similar a la pastanaga, safanòria o carlota (Daucus carota). Que s'ha obtingut mitjançant la selecció artificial de la xirivia silvestre (Pastinaca sativa L. subsp. sylvestris (Mill.) Rouy et E.G.).

## Etimologia
- Pastinaca: derivaria de la paraula llatina pastinaca (xirivia, carlota), que deriva directament del llatí pastium (forca), que alhora esdevé de pastinare (preparar el terra, sobretot per a la plantació de la vinya) però també podria originar-se a partir del mot llatí pastus (menjar), referint-se a l'arrel comestible.[2][3]
- sativa: mot llatí que significa sembrar o que és sembrat.[4]

## Noms vernacles
Pastenaga (PV, B), xirivia (PV), xirivia silvestre (PV, C), xaravia (PV, C), xaravilla, xarvia, xerevia, xerivia, xerovia (B), xeruvia (PV), xervia (C), xoravia (C), xorobies (C), xorovia (C), xurivia (C) i xuruvia (C).

## Història
Abans de la conquesta d'Amèrica la xirivia ocupava el nínxol dietètic que ocupa avui en dia la creïlla o patata. Ja en el segle I a.C. l'escriptor romà Lucius Iunius Moderatus Columella l'esmenta en els seus 'Dotze Llibres d'Agricultura', en el llibre onzè, capítol III, dient que és una planta que es pot sembrar dues vegades per any en les calendes de tardor i primavera (setembre i febrer respectivament).
En el segle xv es va intentar introduir en la dieta d'Europa, començant per Espanya. A l'hospital de 'las Cinco Llagas' de Sevilla es volia dar com aliment creïlles als malalts interns i a les tropes acantonades a la ciutat, fet que rebutjaven els metges de l'època dient sobre aquesta que és "insulsa, flatulenta, indigesta, debilitant i malsana, només adequada per engrossir porcs." Aquesta reacció era òbvia a causa del major nombre de propietats que brinda la xirivia enfront de la creïlla.
Sobre la xirivia, en el suposat llibre dedicat a la cuina escrit per Leonardo da Vinci diu: "Aquestes són, en realitat, carlotes blanques i dolces que poden bullir-se (junt amb encisam i altres verdures) i després amanir-les amb sal, vinagre i coriandre (d'aquesta manera es creu que posseeixen grans propietats afrodisíaques), o sinó, es poden fregir en oli una vegada hàgeu raspat la seua pell (després d'haver-la bullit) i després de passar-les per farina fina (d'aquesta manera es considera eficaces contra la pleuresia i hidropesia), mes heu de ser curosos de no emprar mai xirivies velles, doncs les seues arrels tenen la propietat de causar vertigen i caigudes."
Charles de l'Écluse (1526-1609) l'any 1601 en la seua obra Rariorum història plantarum suposadament parla de la primera suplantació "oficial i documentada" de la xirivia per la creïlla quan conta referint-se al tubercle americà: "És tan vulgar i freqüent en certs llocs d'Itàlia […] que s'alimenten dels seus tubercles cuits amb la carn del corder com si foren naps o xirivies, inclús es donen com a past per als porcs."
En 1762 es va editar el llibre Cuisinière bougeoise on es pot trobar una curiosa recepta per fer una mal anomenada salsa picant, ja que més bé és una salsa àcida, on l'agonitzant xirivia apareix en la següent fórmula: dues cebes grans, una carlota, una xirivia i diverses herbes aromàtiques que es fregeixen amb un tros de mantega, a continuació s'afegeix un bon pessic de farina remullada amb brou per lligar-ho tot i una cullerada de vinagre, després es cou tot a foc baix, el que provoca una baixada de l'acidesa.
El colp final de la substitució de la xirivia per la creïlla el va donar Antoine-Augustin Parmentier, després de l'acceptació d'aquesta per la Cort Francesa. Fent que l'arrel europea romanga en un segon pla fins a la modernitat.

## Hàbitat i distribució
Viu en herbassars ruderals sobre sòl humit, en zones pròximes a hortes, vores de rierols i cunetes, i prats humits. Des del nivell de la mar fins als 1600 m d'altitud. Apareix a l'estatge montà, a vegades descendeix a la muntanya mediterrània i, mes rarament, als llocs humits de la plana, fins als dominis del Quercetum ilicis galloprov. i del Quercetum rotundifoliae.
Originalment presentava una distribució eurosiberiana, encara que actualment es considera que és subcosmopolita. Es pot trobar per tot Europa, excepte a les zones àrtiques. A Catalunya habita a les baixes valls dels Pirineus (del Pallars Jussà al Rosselló, al Vallespir i a la Garrotxa), al territori catalanídic (Baix Empordà, Gironès, la Selva, el Montseny, Muntanyes de Prades i la Matarranya), al territori auso-segàrric (Osona, Bages i l'Anoia) i al territorri sicòric (seguint els rius i els canals de regadiu, descendeix fins al Segrià). Des de 300 fins a 1650 msnm. Al País Valencià es troba al sud de les muntanyes catalanídiques (L'Alcalatén) i al territorri serrànic (L'Alt Palància i el Racó d'Ademús). Des de 500 a 1300 msnm.

## Descripció
Hemicriptòfit herbaci biennal, densament pilós, amb un to grisenc que li donen els pèls llargs i flexuosos, amb una soca que manca de collaret de restes de fibra. Les tiges, d'uns 30-170 cm, són erectes, generalment anguloses i molt solcades. Les fulles, de 10-30 x 3,5-20 cm, són 1 pinnatisectes, de contorn el·líptic, ovat o triangular, més o menys piloses, amb entre 5 i 11 segments de manera oblonga o ovat, sovint lobulats i amb el marge irregularment crenat dentat o dentat, sent el terminal trilobulat. Les flors es reuneixen en umbel·les quasi semiesfèriques, que en fructificar tenen 5-20 radis, desiguals, escàbrids pilosos, generalment sense bràctees ni bractèoles. El calze consta de sèpals poc visibles. La corol·la està formada per 5 pètals grocs o de color groc verdós, glabres o subglabres en la cara externa i amb el seu àpex incurvat. Els fruits són mericarpis el·líptics o suborbiculars, de 4-7 x 3-5 mm, el·líptics, retusos o lleugerament cordiformes en la base, amb 4 vites dorsals i 2 comissurals, que sobrepassen totes elles la meitat del mericarpi però que no arriben a la base. Floreix de juliol a setembre. El seu nombre cromosòmic és 2n = 22.
Algunes persones poden tenir una reacció al·lèrgica a la xirivia.

## Taxonomia
Aquesta espècie està dividida en dues varietats:
- subsp. sativa: planta glabra, hispídula o lleugerament pilosa, amb pèls curts. Es cultiva per les seues arrels mengívoles, farratgeres i condimentaries.
- subsp. sylvestris: planta densament pilosa, la qual cosa li atorga un color verd grisenc, amb pèls llargs i flexuosos. Apareix de manera silvestre.

És difícil delimitar les subespècies, ja que el principal caràcter al què es fa referència és el grau d'indumentació de la planta, més la forma de les fulles, ambdós caràcters variables i sotmesos a interpretació i consegüentment a una problemàtica. En alguna ocasió s'ha citat la subespècie urens a la Península Ibèrica, però atent a les mostres recol·lectades pareix ser que corresponen a la subsp. sativa.

## Conreu
La xirivia creix a plena llum encara que suporta ombra amb una calor moderada. Li agrada una continentalitat intermèdia. No suporta la humitat excessiva, preferint els sòls secs, és més, és una planta bioindicadora de sequedat moderada. A més requereix de sòls rics en bases (pH 5,5-8), per la qual cosa també és indicadora d'alcalinitat. Pel que fa als nutrients, sol créixer en sòls moderadament pobres o lleugerament rics, no està present en sòls molt fertilitzats.
Necessita poca calor a l'estiu per a madurar, per això és molt popular a Illes Britàniques on se sembra a la primavera i es cull a la tardor. En climes mediterranis es pot sembrar a la fi de l'estiu i collir a la primavera. Com la pastanaga, necessita terrenys flonjos (amb gran quantitat de sorra) i sense adob fresc, en cas contrari les arrels es poden bifurcar.
Al País Valencià es cultiva fonamentalment a les comarques del Vinalopó, una zona privilegiada, que produeixen hortalisses tan poc corrents fora de Catalunya com el nap negre.

### Malalties i plagues
En general, la xirivia es veu atacada per les mateixes plagues que ataquen a les carlotes, però la veritat és que la incidència sol ser bastant menor i, per tant, els danys causats solen ser poc perillosos. Aquestes plagues són:
- Mosca de la carlota (Chamaepsila rosae): encara que no és molt freqüent, les larves poden formar galeries a l'arrel. Un bon mètode per a previndre aquest problema és cultivar-la en associació amb cebes, que actuen de repel·lent, funció que també compleixen el romer i la sàlvia.
- Míldiu: l'associació amb ceba també pot previndre l'aparició d'aquest tipus de fong.

## Usos

### Gastronomia
De la xirivia es pot consumir tant l'arrel i com les fulles, encara que la part més consumida és l'arrel. L'arrel es pot fregir, estofar, i guisar i ratllar en cru en una amanida, en aquest cas cal afegir-ne tot seguit suc de llimona, ja que s'oxida. Per a aquests usos sempre cal escollir xirivies menudes, ja que les grosses (que van bé per als brous) són més fibroses. És insubstituïble en els brous, una pràctica corrent en alguns llocs de Catalunya, el País Valencià i la Gran Bretanya. A França, en canvi, pràcticament se'n desconeix el seu ús. També s'afegeix als arrosos caldosos i es pot fer cuita o fregida. A Europa central i oriental es fa servir una arrel similar per als brous, però és una varietat de julivert. A Anglaterra es fan pastissos (com el de carlota) amb aquesta, a vegades acompanyat de peres o altres fruites, nata, etc. Les fulles es poden menjar en cru o bullides, com si foren espinacs o bledes.
Una recepta antiga i senzilla per fer un xeroviat o crema de xirivies comença: es bull la xirivia en llet d'ametlles, després es xafen o trituren les xirivies, i es passa per un tamís, per les fibres que poden tindre, i es posa en un a olla amb brou. S'afegeix una mica de midó (farina de panís), i per finalitzar es lliga amb crema de llet i se serveix amb formatge ratllat. També es pot fer com un puré, amb creïlla.

### Medicinals
La xirivia té un efecte diürètic suau que pot ajudar a previndre la retenció de líquids i afavorir la funció dels renyons. Per això és interessant també per als casos de febre, reuma, artritis, gota o hipertensió. També ajuda a mantindre el sistema digestiu en bones condicions i a més és una hortalissa de fàcil digestió excel·lent per a persones amb estómac delicat i malalties intestinals. De fet, els antics grecs la prenien per a calmar el mal de panxa, gasos i tot tipus de trastorns gastrointestinals.
A més a més, és aliment molt indicat per a les dones durant l'embaràs i lactància per la seua bona aportació en vitamina B9 o àcid fòlic i així contribuir a la prevenció de defectes en el desenvolupament com a espina bífida.
La fibra alimentària de la xirivia no sols ajuda a previndre el restrenyiment, sinó que a més contribueix a previndre malalties com el càncer de còlon. A més l'activitat anticancerosa de les xirivies es pot ampliar a altres tipus de càncer i es deu especialment als flavonoides que conté els quals posseeixen acció antioxidant.
També és un excel·lent aliment per a prendre durant la tardor i hivern per a enfortir el sistema immunitari degut principalment al seu contingut en vitamina C.
Aquesta hortalissa posseeix un lleuger efecte vasodilatador, especialment interessant per a persones amb tensió arterial alta i per a previndre les malalties cardiovasculars.
Si es vol perdre pes i s'està seguint una dieta per a aprimar, la xirivia a més d'aportar vitamines, minerals, fibra i energia és saciant i baixa en calories (unes 75 per cada 100 grams).

## Galeria

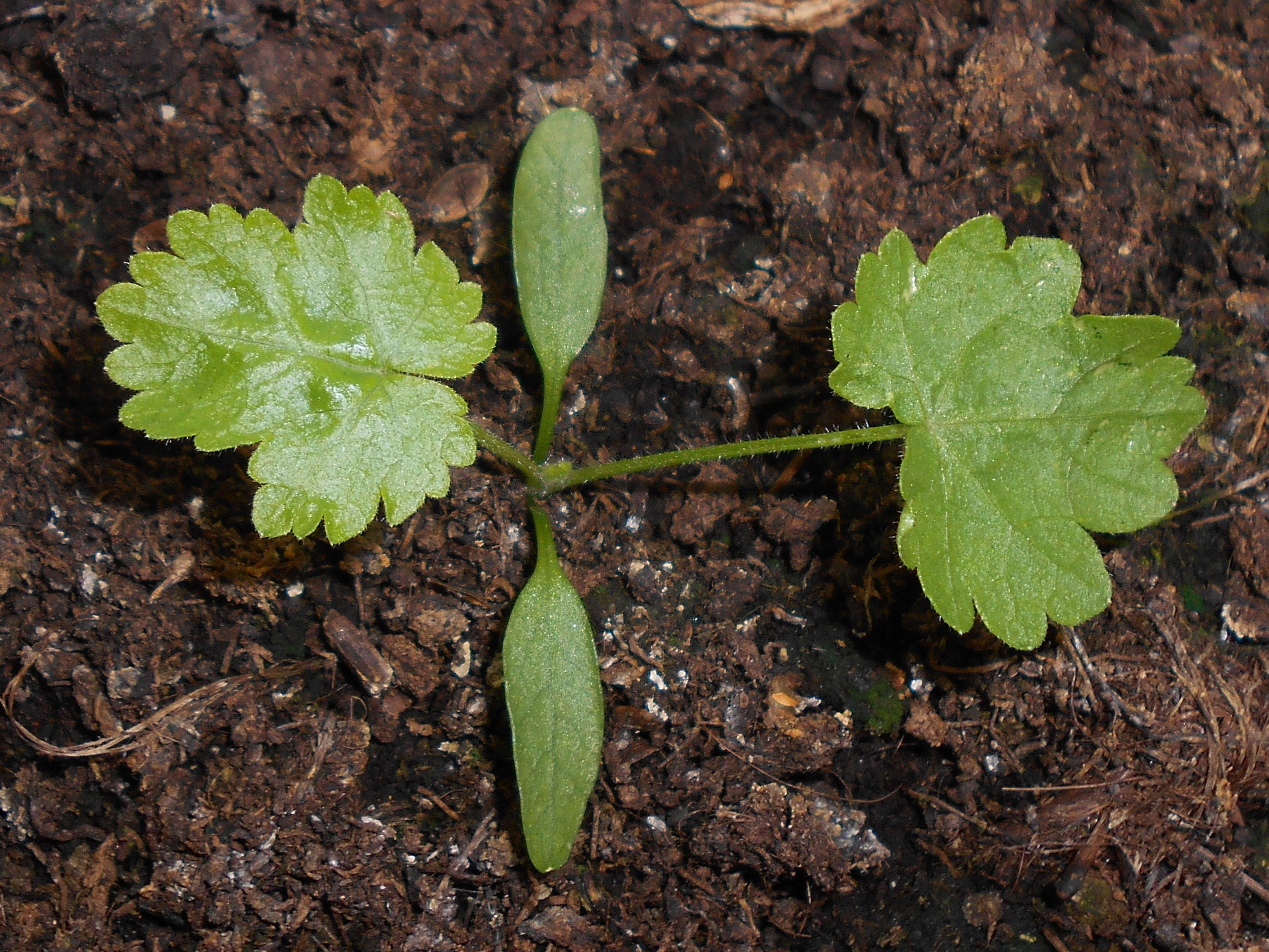
Plàntula: cotiledons i fulles vertaderes
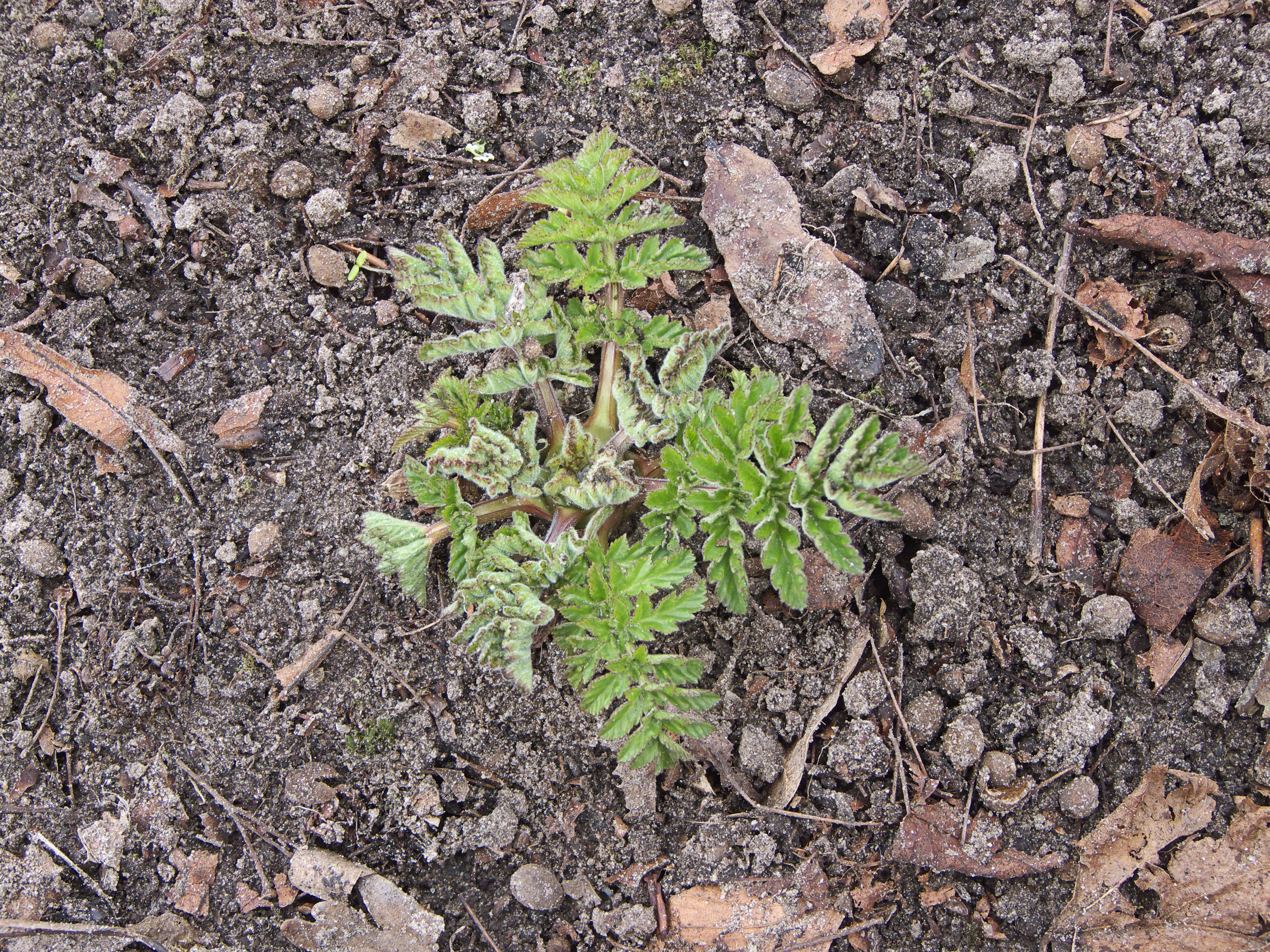
Desenvolupament: estadi 1
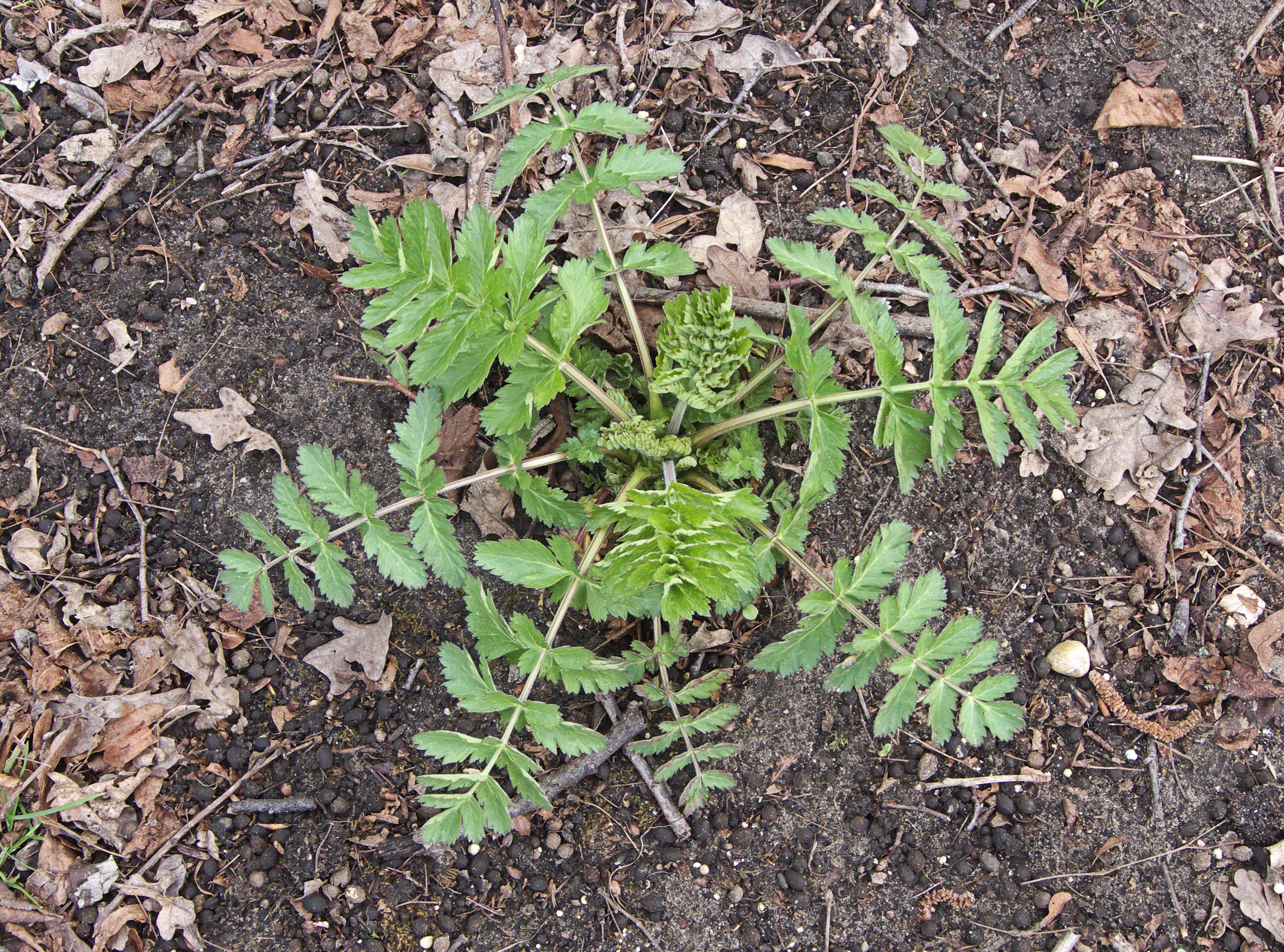
Desenvolupament: estadi 2
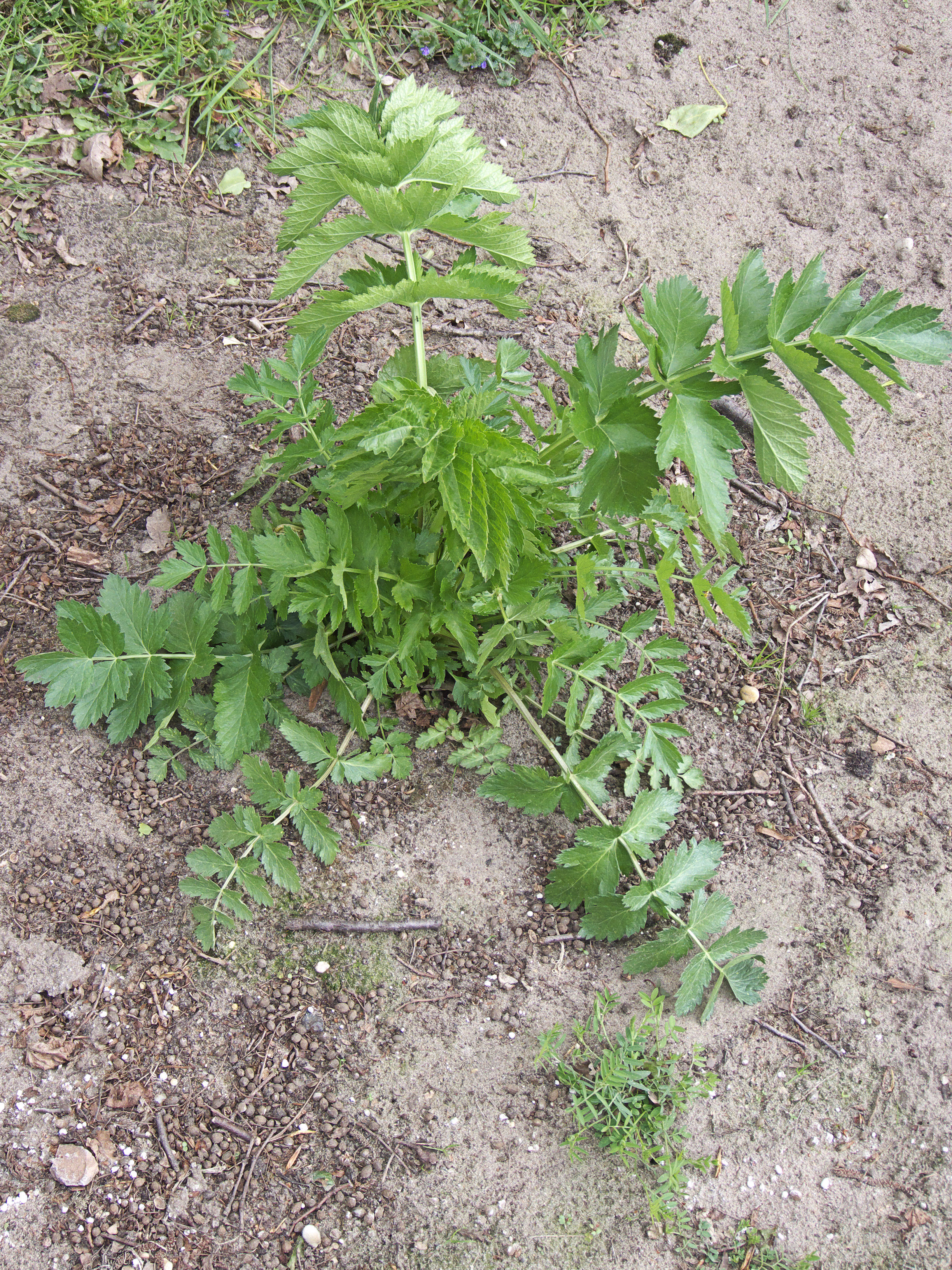
Desenvolupament: estadi 3
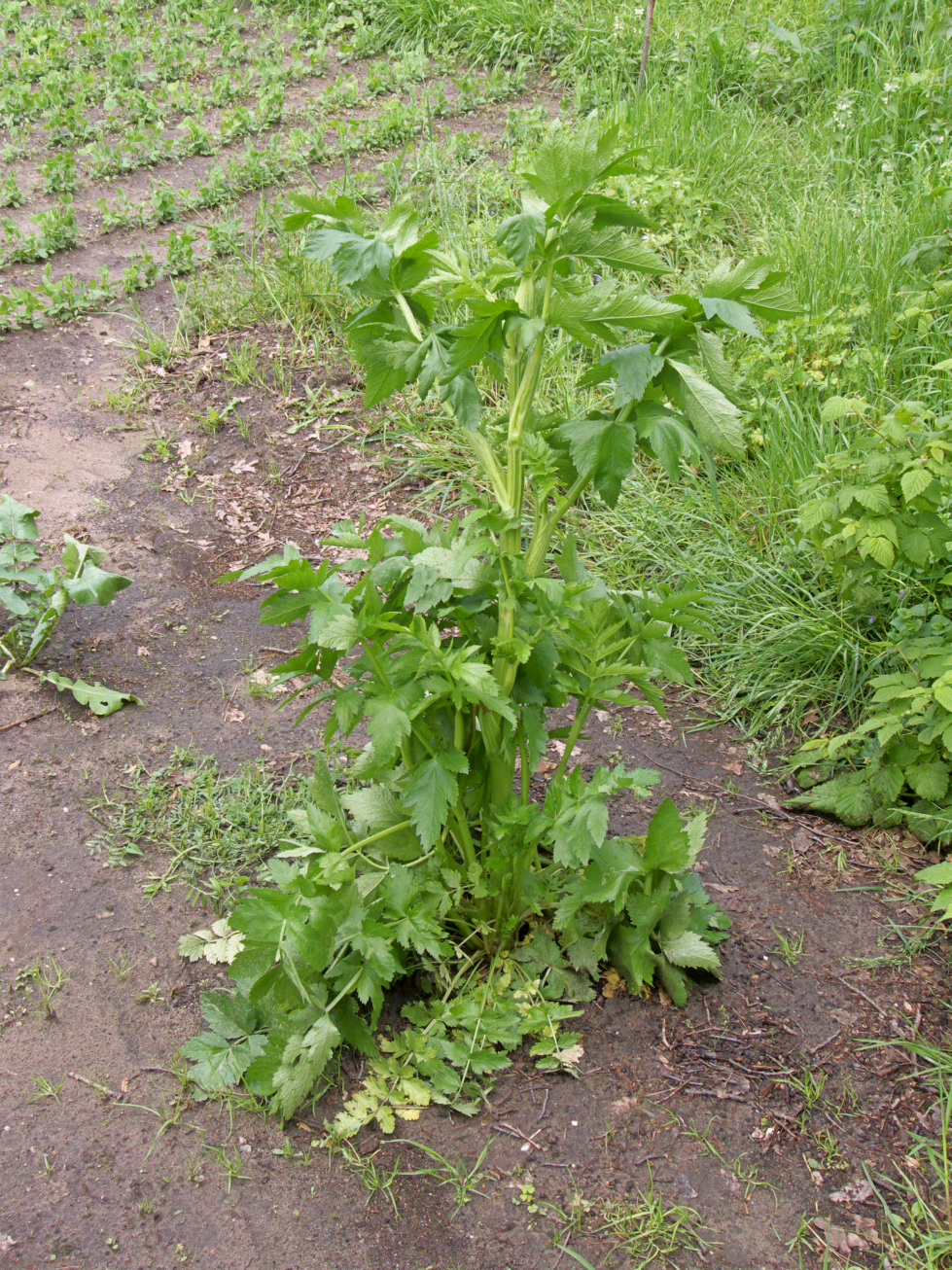
Desenvolupament: estadi 4
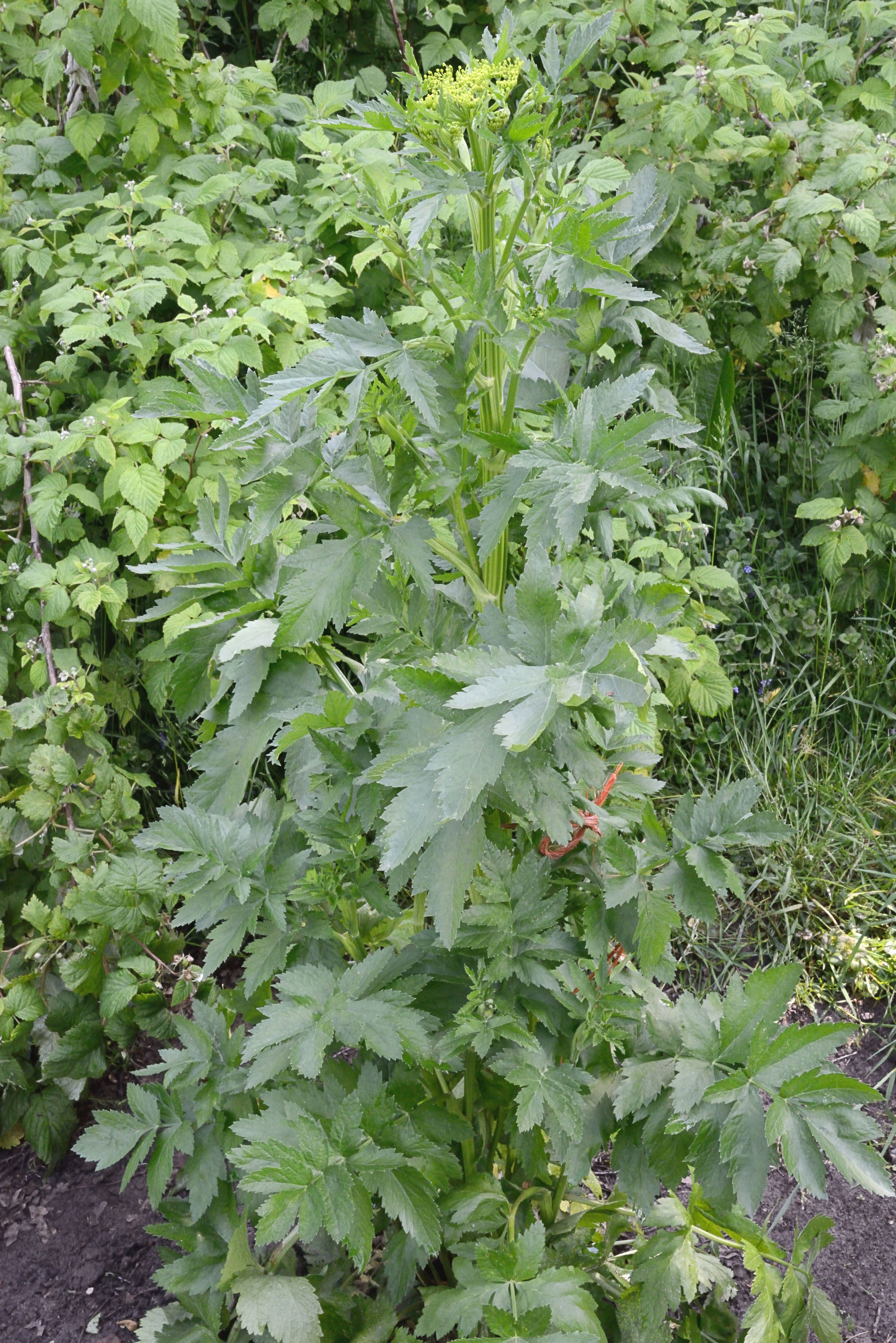
Desenvolupament: estadi 5
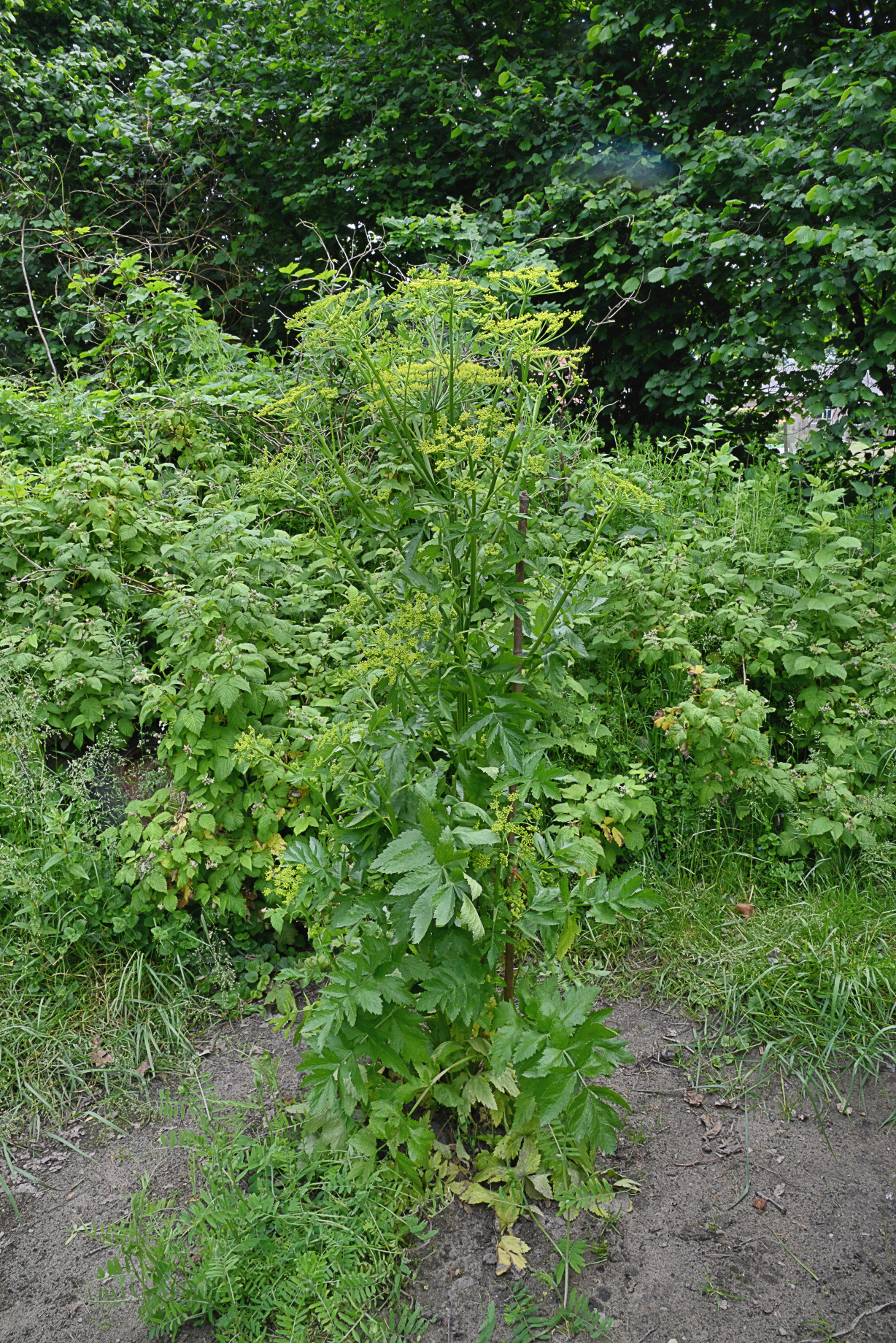
Desenvolupament: estadi 6
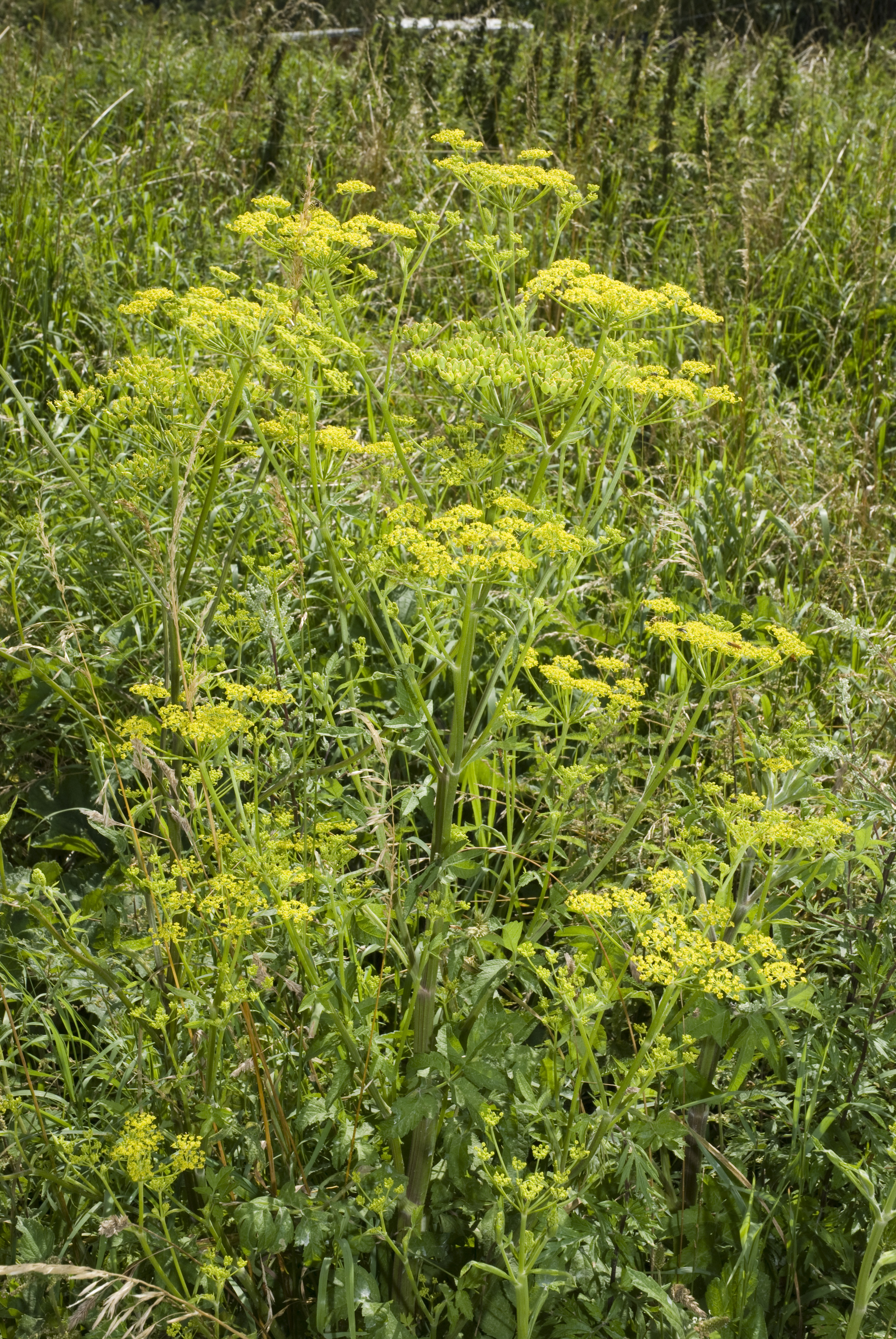
Desenvolupament: estadi 7
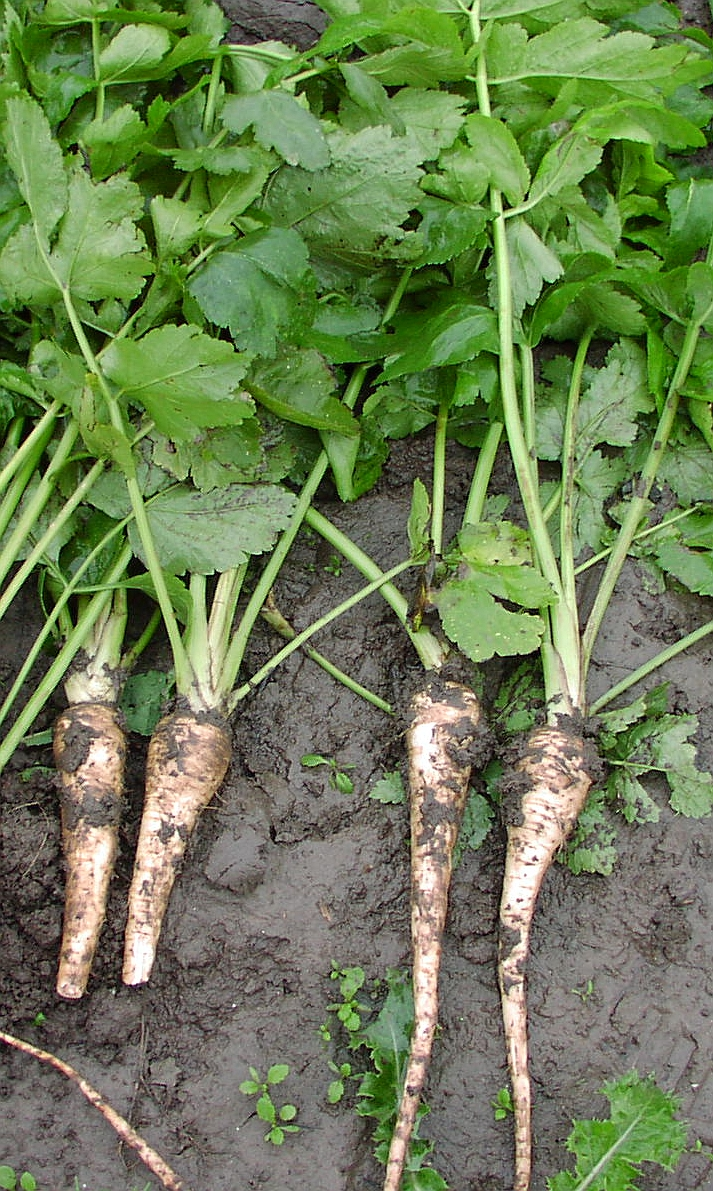
Arrels
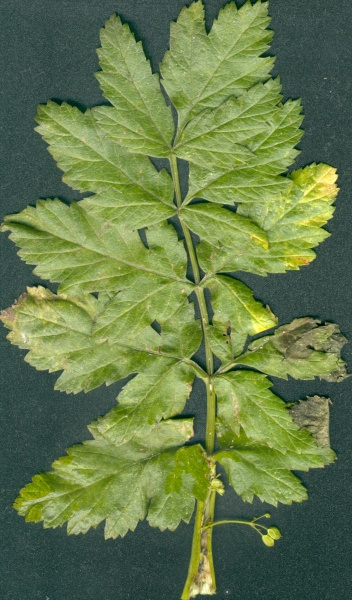
Fulla
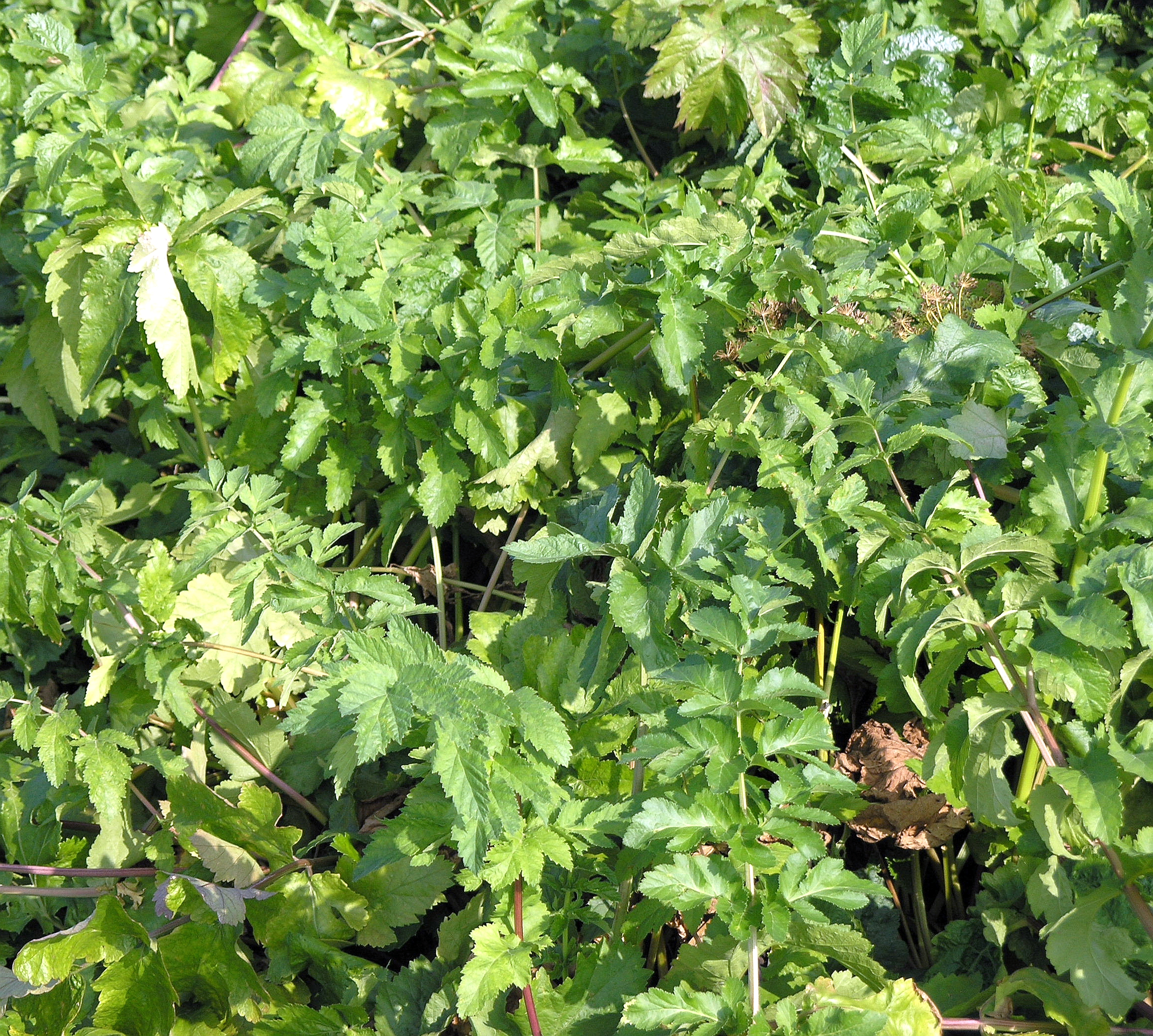
Fullatge
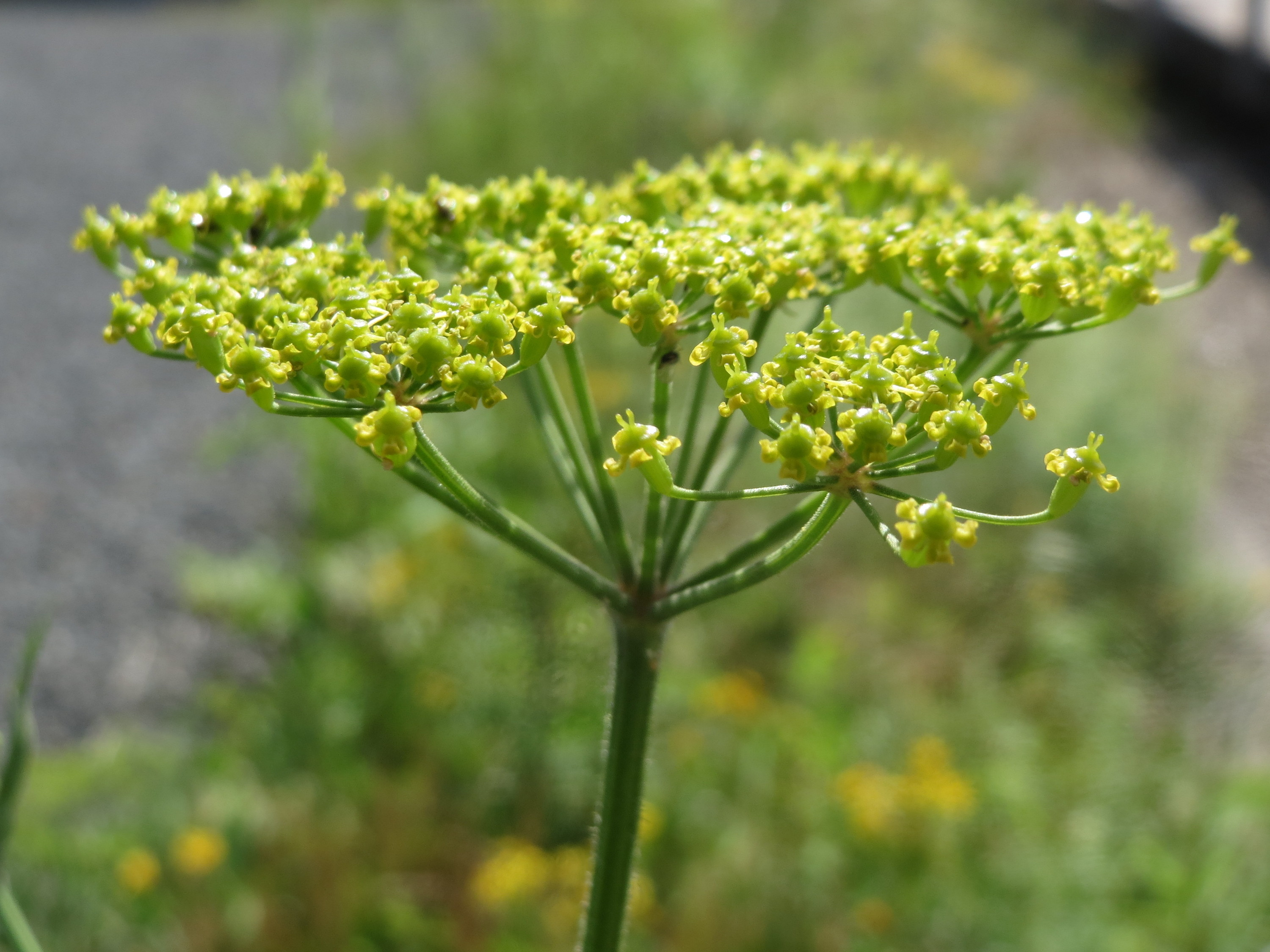
Unbel·la (perfil)
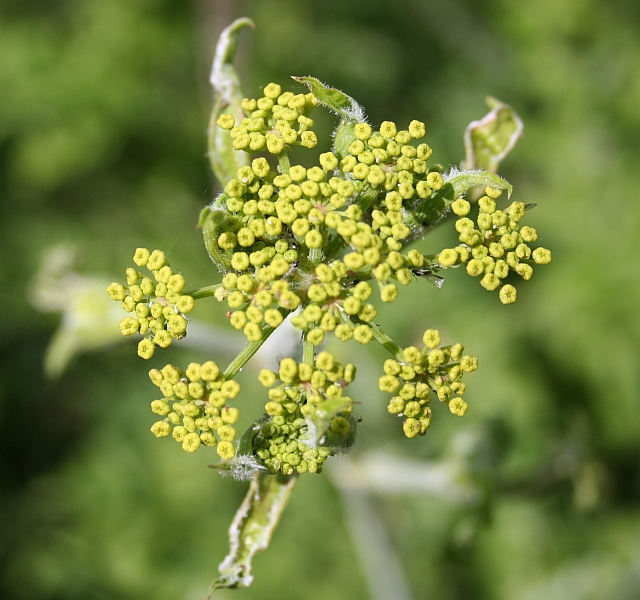
Umbel·la (zenital)
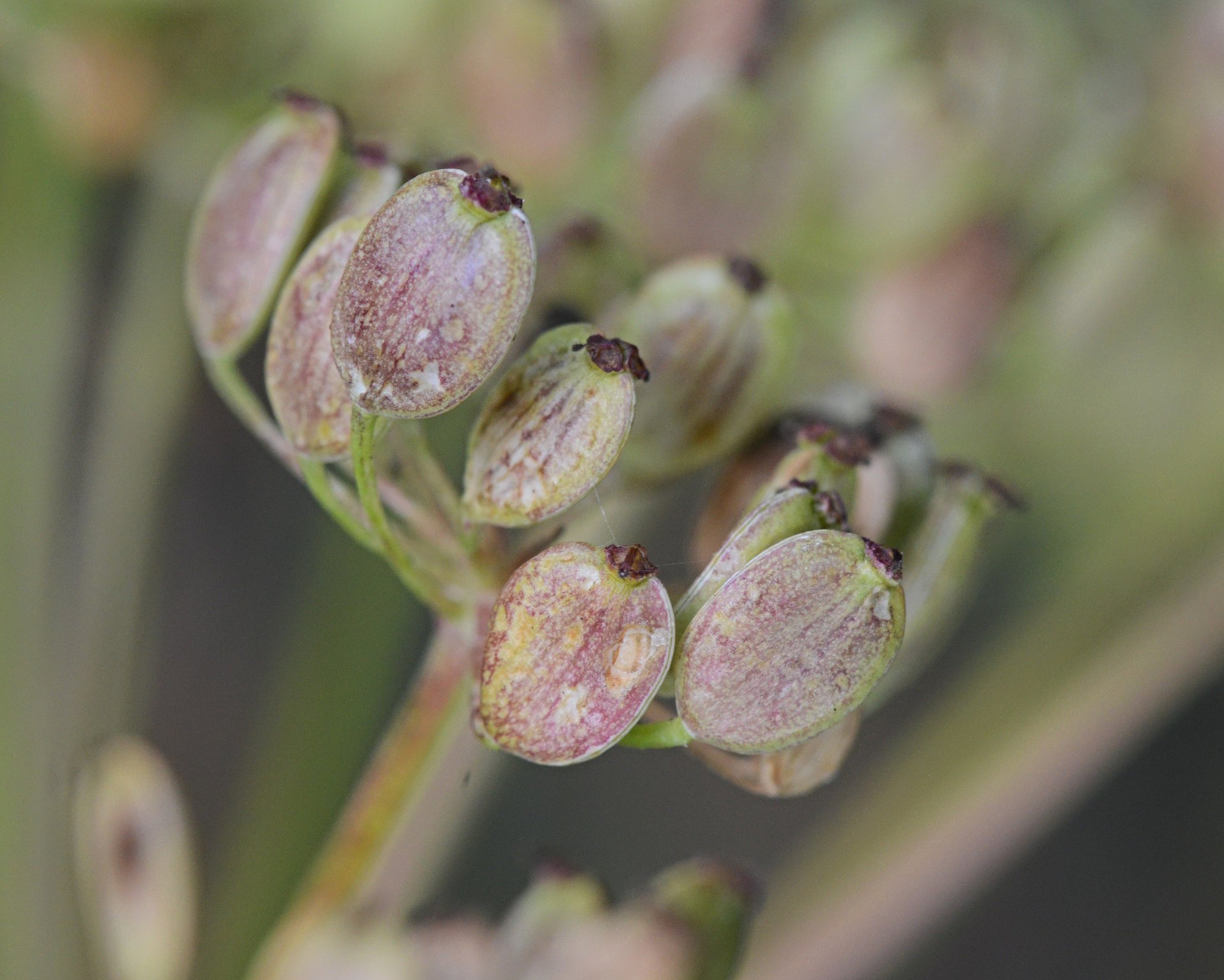
Infructescència
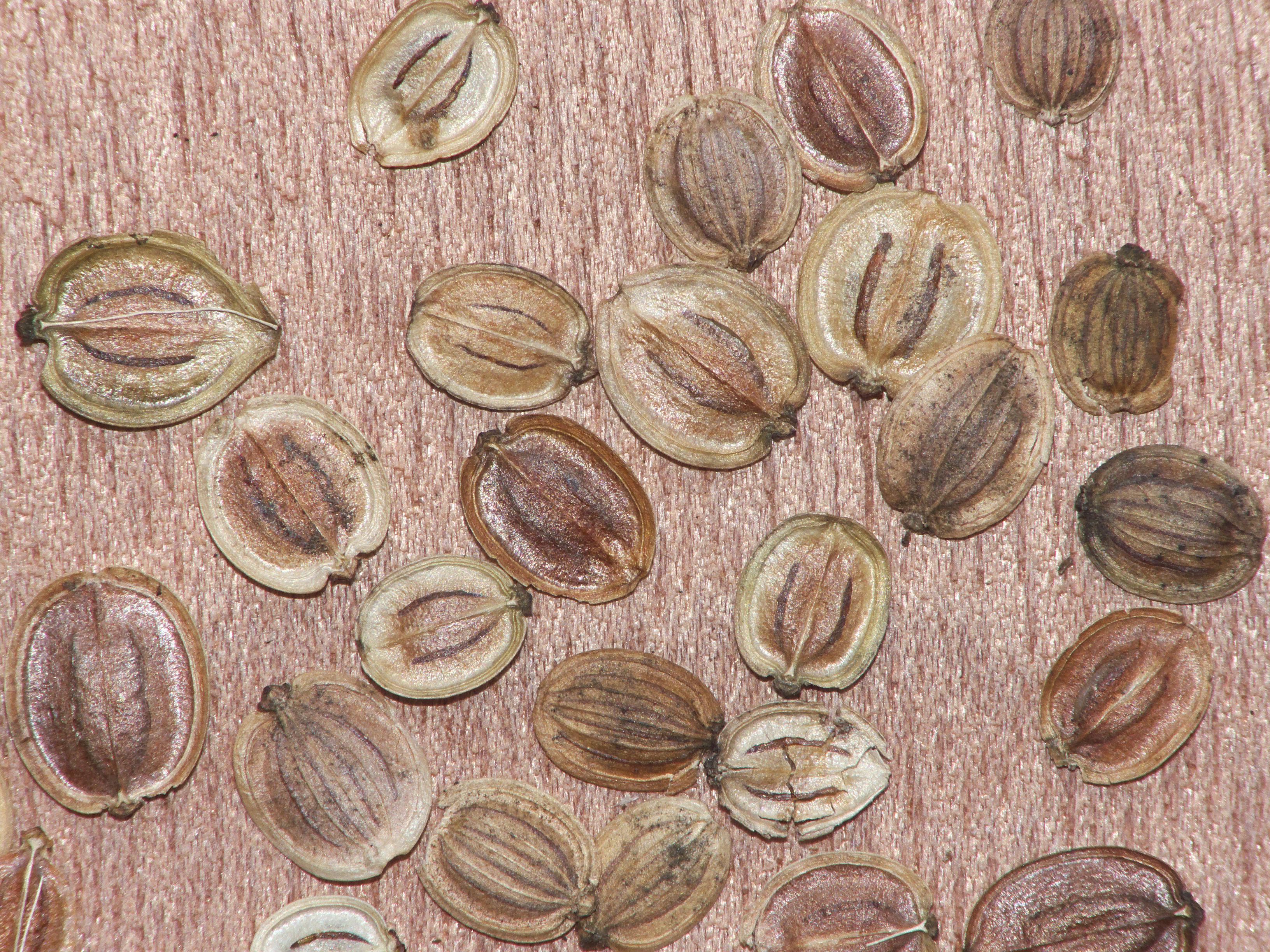
Fruits
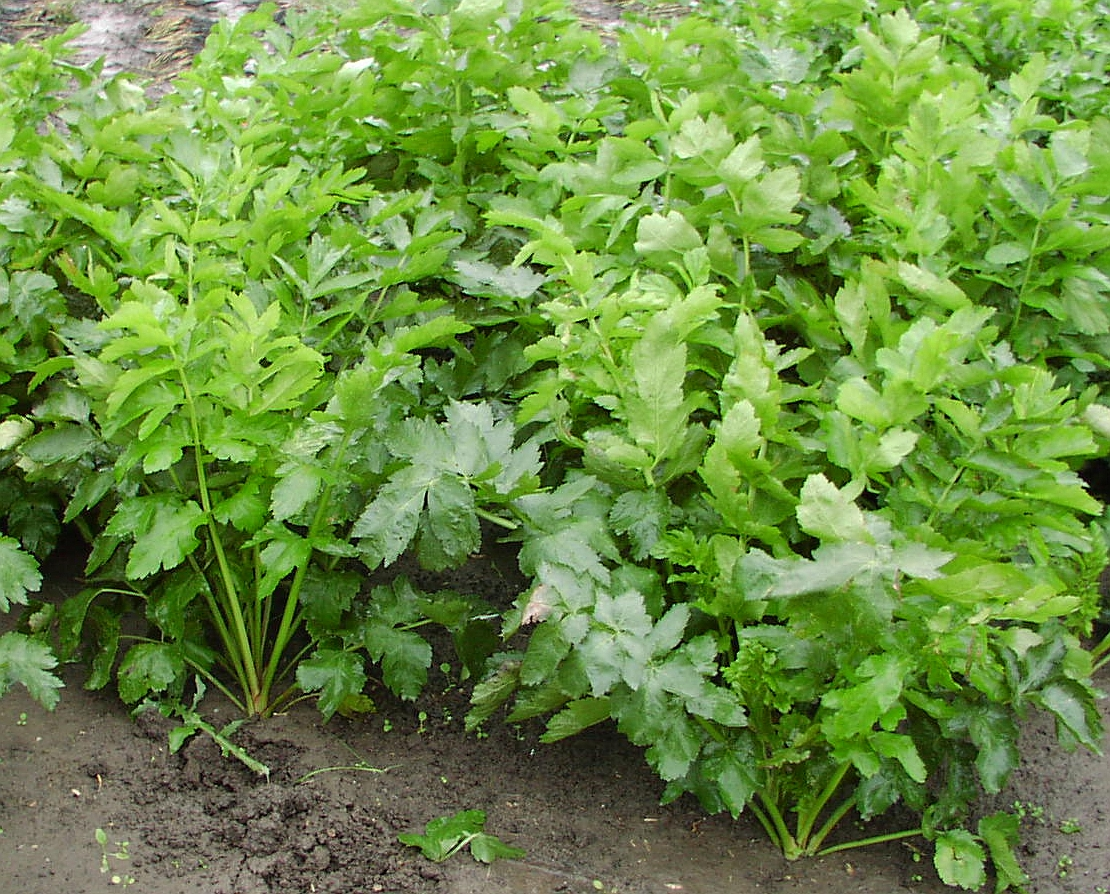
En cultiu
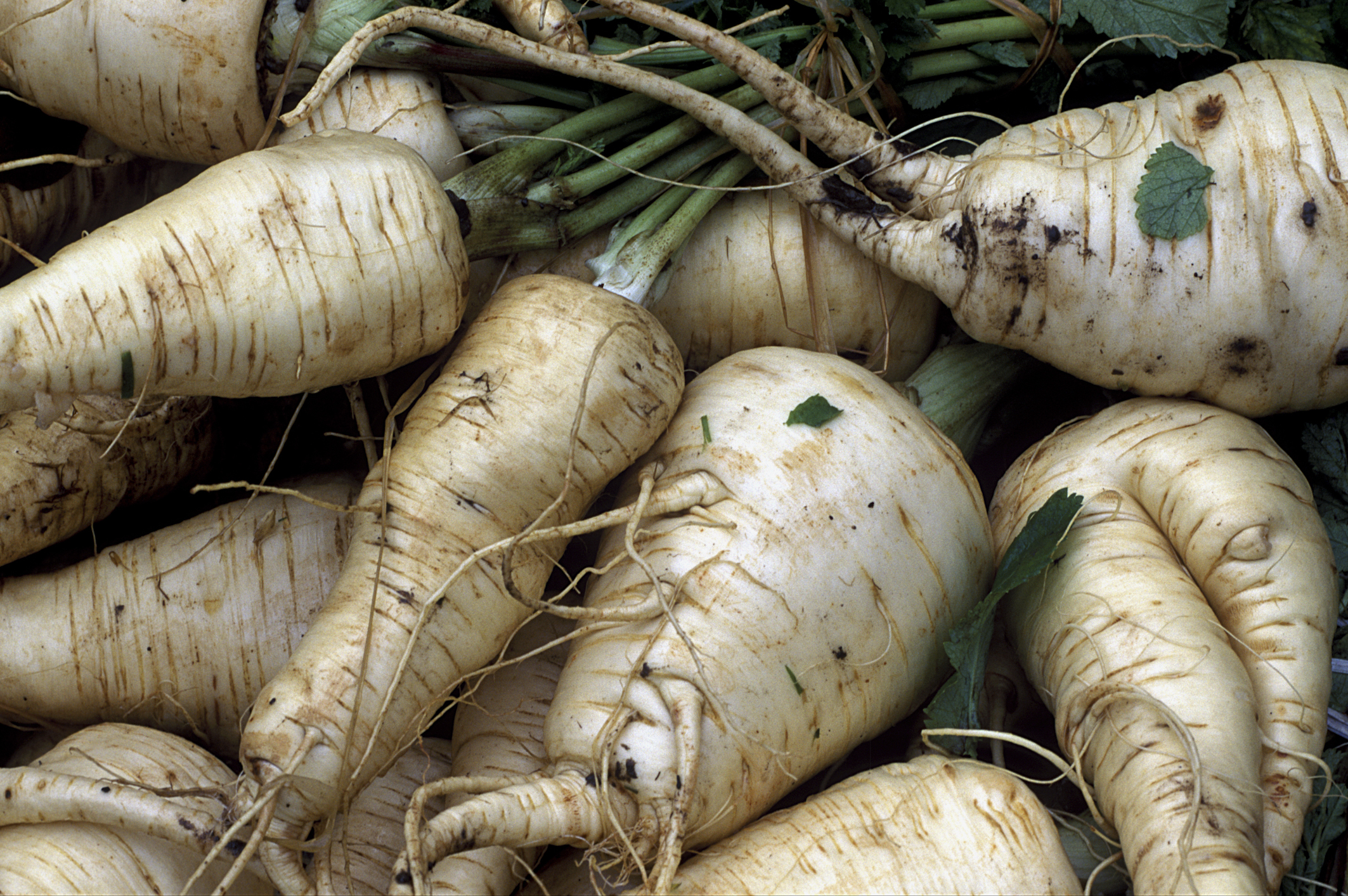
Xirivies al mercat
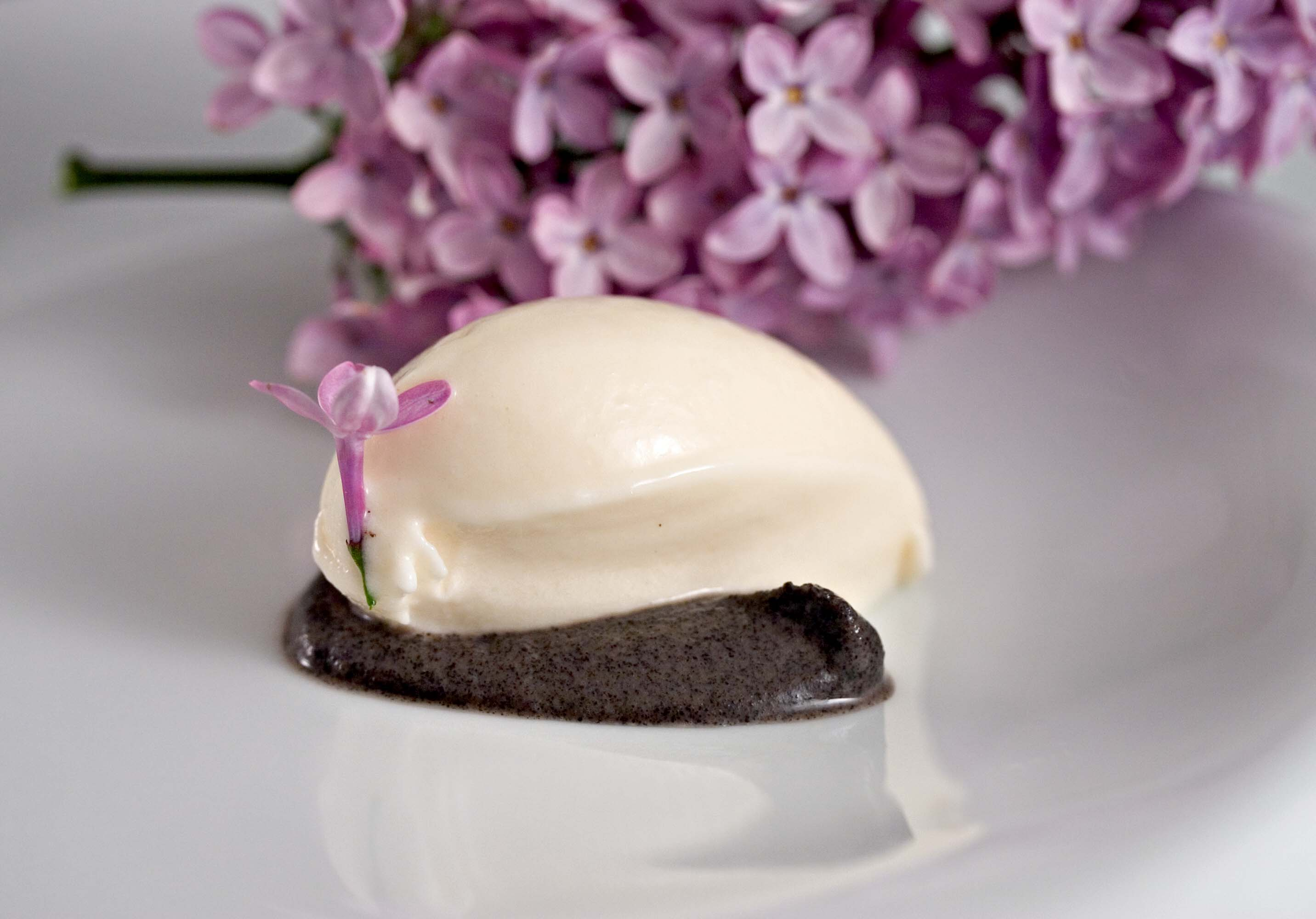
Gelat de xirivia amb crema de flor d'aranya i flors de lila